# Скальная крыса
Ска́льная кры́са (лат. Petromus typicus) — единственный вид одноимённого рода африканских грызунов, выделяемый в семейство скальнокрысиных.

## Описание
Скальная крыса — небольшой грызун длиной 27—38 см и весом 100—300 г. Внешне она несколько напоминает белку. У неё уплощённая голова с короткими ушами, длинные чёрные вибриссы, желтоватый нос. Конечности короткие, с узким ступнями и короткими когтями; передние 4-палые, задние — 5-палые. Шерсть, подобно шерсти тростниковых крыс, растёт пучками по 3—5 волос, напоминая щетину, но на ощупь мягкая и шелковистая. Подшёрстка нет. Длина хвоста до 18 см; он покрыт волосами, но не пушистый. Окраска волосяного покрова позволяет скальной крысе сливаться с камнями — спина у неё серовато-коричневая, брюшко — серое или желтоватое. Её осевой скелет (рёбра) отличается необычной гибкостью и подвижностью, позволяя крысе сильно уплощать тело и протискиваться сквозь самые узкие щели между камнями. Зубов 20. Соски у самки находятся высоко на боках, почти на уровне лопаток, что позволяет ей кормить потомство, припав к земле или прячась в скальных трещинах.

## Распространение
Скальные крысы водятся на северо-западе ЮАР, в Намибии и юго-западной Анголе. Они распространены в пустынях, где обитают в выходах скал, по каменистым россыпям, на каменистых склонах холмов и низких гор. Годовое количество осадков в местах проживания скальной крысы обычно крайне мало, поэтому её местообитания обычно ограничены наиболее влажными участками. Активны скальные крысы главным образом после восхода и перед заходом солнца, то есть, когда светло, но нет палящей жары. В лунные ночи выходят для кормёжки и после заката. Передвигаются они перебежками и часто прыгают с камня на камень, распластывая своё тело в манере, напоминающей о белках-летягах. Встречаются поодиночке или парами; в случае опасности бросаются к ближайшей трещине или иному убежищу, издавая свист, предупреждающий других крыс об опасности. Там, где скальные крысы обитают рядом с капскими даманами, последние вытесняют крыс из наиболее удобных убежищ. Размеры индивидуальных участков скальных крыс неизвестны; во время одного исследования на площади в 6 га было обнаружено 15 зверьков.

## Питание
Питаются скальные крысы цветками, а также зелёными частями, семенами, ягодами и плодами пустынных растений. Кормятся на земле или на невысоком кустарнике. Скальные крысы являются обычной добычей местных хищных птиц, поэтому кормятся они преимущественно под прикрытием скал и камней. Покровительственная окраска позволяет им сливаться с окружением.

## Размножение
Размножаются скальные крысы летом, в ноябре — декабре. К концу декабря — началу января самки приносят по 1—3 развитых детёныша, зрячих и покрытых шерстью. К 14 дню жизни молодые крысы начинают поедать твёрдую пищу; молочное вскармливание заканчивается к 21 дню. Половой зрелости достигают к 9 месяцам. В целом, о размножении скальных крыс известно немного. Продолжительность их жизни тоже неизвестна.
Скальная крыса — единственный современный представитель многочисленного семейства, появившегося в Африке в олигоцене. Её ближайшими родственниками являются африканские тростниковые крысы (Thryonomyidae).